# Wettringen (Baviera)
Wettringen è un comune tedesco di 947 abitanti, situato nel land della Baviera.